# Coupe du monde de skeleton 2021-2022
Navigation
Édition précédente Édition suivante
La coupe du monde de skeleton 2021-2022 est la 36e édition de la Coupe du monde de skeleton, compétition de skeleton organisée annuellement par la Fédération internationale de bobsleigh et de tobogganing.
Elle se déroule entre le 19 novembre 2021 et le 14 janvier 2022 sur 8 étapes organisées en Europe en coopération avec la Coupe du monde de bobsleigh.
Les championnats d'Europe de skeleton se déroulent durant l’étape de Saint-Moritz le 14 janvier 2022.
Les vainqueurs du classement général hommes et femmes se voient remettre un gros Globe de cristal.

## Programme de la saison
La saison commence en Autriche à Innsbruck et s'achève en Suisse à Saint-Moritz.
| \| Sigulda Winterberg Altenberg St Moritz Igls \| Sites des compétitions en Europe |
| Sigulda Winterberg Altenberg St Moritz Igls                                        |

Lors de chaque week-end de compétition, une épreuve masculin et une épreuve féminine sont organisées.

## Attribution des points
Les manches de Coupe du monde donnent lieu à l'attribution de points, dont le total détermine le classement général de la Coupe du monde.
Ces points sont attribués selon cette répartition :
| Place  | 1   | 2   | 3   | 4   | 5   | 6   | 7   | 8   | 9   | 10  | 11  | 12  | 13  | 14  | 15  | 16 | 17 | 18 | 19 | 20 | 21 | 22 | 23 | 24 | 25 | 26 | 27 | 28 | 29 |
| ------ | --- | --- | --- | --- | --- | --- | --- | --- | --- | --- | --- | --- | --- | --- | --- | -- | -- | -- | -- | -- | -- | -- | -- | -- | -- | -- | -- | -- | -- |
| Points | 225 | 210 | 200 | 192 | 184 | 176 | 168 | 160 | 152 | 144 | 136 | 128 | 120 | 112 | 104 | 96 | 88 | 80 | 74 | 68 | 62 | 56 | 50 | 45 | 40 | 36 | 32 | 28 | 24 |

## Classement Général[1]
| Rang | Nom               | Points | Victoire(s) |
| ---- | ----------------- | ------ | ----------- |
| 1    | Martins Dukurs    | 1623   | 3           |
| 2    | Axel Jungk        | 1551   | 1           |
| 3    | C. Grotheer       | 1547   | 1           |
| 4    | Nikita Tregubov   | 1384   |             |
| 5    | Vladislav Semenov | 1320   |             |

| Rang | Nom            | Points | Victoire(s) |
| ---- | -------------- | ------ | ----------- |
| 1    | Kimberley Bos  | 1600   | 2           |
| 2    | Janine Flock   | 1481   | 1           |
| 3    | Elena Nikitina | 1458   | 2           |
| 4    | Tina Hermann   | 1436   | 2           |
| 5    | Yulia Kanakina | 1290   |             |

## Calendrier
| 1. Igls I (19 novembre 2021) |                     |                |                      |
| Épreuve                      | Vainqueur           | Deuxième       | Troisième            |
| Hommes                       | Aleksandr Tretyakov | Martins Dukurs | Christopher Grotheer |
| Femmes                       | Elena Nikitina      | Kimberley Bos  | Kim Meylemans        |

| 2. Igls II (26 novembre 2021) |                                                |               |                     |
| Épreuve                       | Vainqueur                                      | Deuxième      | Troisième           |
| Hommes                        | Christopher Grotheer Geng Wenqiang Matt Weston |               |                     |
| Femmes                        | Elena Nikitina                                 | Kimberley Bos | Valentina Margaglio |

| 3. Altenberg I (3 décembre 2021) |              |                      |                |
| Épreuve                          | Vainqueur    | Deuxième             | Troisième      |
| Hommes                           | Axel Jungk   | Christopher Grotheer | Martins Dukurs |
| Femmes                           | Tina Hermann | Alina Tararychenkova | Janine Flock   |

| 4. Winterberg I (10 décembre 2021) |                     |              |                      |
| Épreuve                            | Vainqueur           | Deuxième     | Troisième            |
| Hommes                             | Aleksandr Tretyakov | Axel Jungk   | Christopher Grotheer |
| Femmes                             | Kimberley Bos       | Tina Hermann | Mirela Rahneva       |

| 5. Altenberg II (17 décembre 2021) |                |                     |                      |
| Épreuve                            | Vainqueur      | Deuxième            | Troisième            |
| Hommes                             | Martins Dukurs | Axel Jungk          | Christopher Grotheer |
| Femmes                             | Tina Hermann   | Valentina Margaglio | Yulia Kanakina       |

| 6. Sigulda (31 décembre 2021) |               |                |               |
| Épreuve                       | Vainqueur     | Deuxième       | Troisième     |
| Hommes                        | Tomass Dukurs | Martins Dukurs | Jung Seung-gi |
| Femmes                        | Janine Flock  | Yulia Kanakina | Kimberley Bos |

| 7. Winterberg II (7 janvier 2022) |                |                    |                     |
| Épreuve                           | Vainqueur      | Deuxième           | Troisième           |
| Hommes                            | Martins Dukurs | Axel Jungk         | Aleksandr Tretyakov |
| Femmes                            | Kimberley Bos  | Jacqueline Lölling | Elena Nikitina      |

| 8. Saint-Moritz (14 janvier 2022) |                  |                   |                      |
| Épreuve                           | Vainqueur        | Deuxième          | Troisième            |
| Hommes                            | Martins Dukurs   | Alexander Gassner | Christopher Grotheer |
| Femmes                            | Jaclyn Narracott | Kimberley Bos     | Mirela Rahneva       |

|                                                   |  |  |  |  |  |  |
| Pékin Jeux Olympiques 2022 (4 au 20 février 2022) |  |  |  |  |  |  |
|                                                   |  |  |  |  |  |  |